# Boechoeti Goergenidze

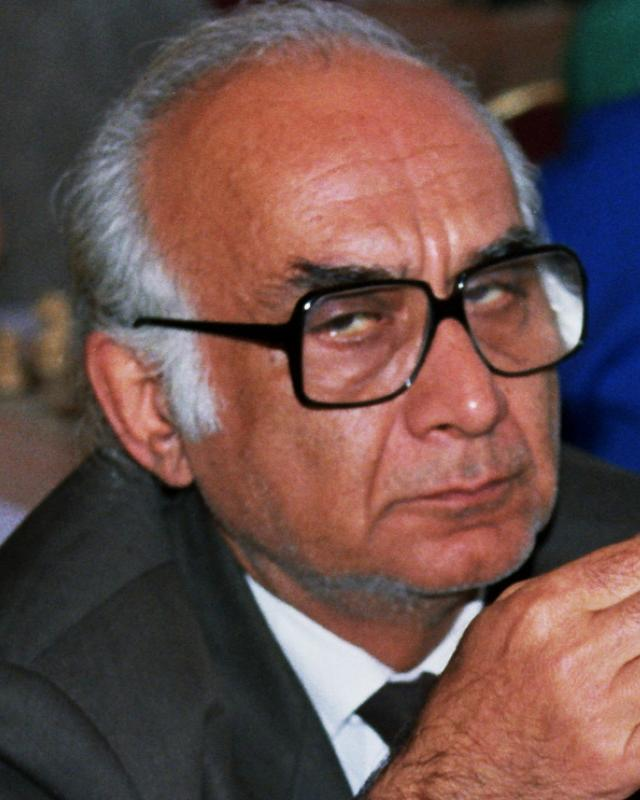
Bukhuti Gurgenidze, 1995

Bukhuti Gurgenidze (Georgisch: ბუხუტი გურგენიძე; Russisch: Бухути Иванович Гургенидзе) (Soerami (Sjida Kartli), 10 november 1933 - Tbilisi, 10 mei 2008) was een Georgische schaker. In 1970 werd hij grootmeester FIDE.
De schaakopening Siciliaans (schaakopening) kent een Gurgenidze variant. Deze verloopt als volgt: 1.e4 c5 2.Pf3 Pc6 3. Lb5 g6 4.0-0 Bg7 5.Te1 e5 6.b4.